# Gare de Soupex
La gare de Soupex est une ancienne gare ferroviaire française de la ligne de Castelnaudary à Rodez, située sur le territoire de la commune de Soupex, dans le département de l'Aude en région Occitanie.
Mise en service en 1865 par la Compagnie des chemins de fer du Midi et du Canal latéral à la Garonne (Midi), elle est définitivement fermée au trafic des voyageurs en 1945.

## Situation ferroviaire
Établie à 169 mètres d'altitude, la gare de Soupex est située au point kilométrique (PK) 321,6xx de la ligne de Castelnaudary à Rodez, entre les gares de Castelnaudary et de Saint-Félix (fermée). 
La section de Castelnaudary à Revel, sur laquelle est située la gare, a le statut de « ligne à voie unique à trafic restreint (VUTR) », depuis le début des années 1970, ce qui limite son utilisation à un trafic fret.

## Histoire
La station de Soupex est mise en service le 16 avril 1865 par la Compagnie des chemins de fer du Midi et du Canal latéral à la Garonne (Midi), lorsqu'elle ouvre à l'exploitation l'embranchement de Castelnaudary à Castres.
Elle est officiellement fermée au service des voyageurs le 15 mai 1939 par la Société nationale des chemins de fer français (SNCF), lorsqu'elle ferme ce service sur la section de Castelnaudary à Castres. Néanmoins ce service est exceptionnellement rétabli durant la Seconde Guerre mondiale, le 5 mai 1941 du fait des difficultés à assurer le service routier de remplacement, il est assuré par deux trains mixtes qui font quotidiennement deux fois l'aller et le retour entre Castelnaudary et Castres. Ce service provisoire est fermé à la fin du conflit en 1945.

## Service des voyageurs
Gare fermée située sur une section de ligne fermée au trafic des voyageurs.

## Patrimoine ferroviaire
Sur le site de la gare, l'ancien bâtiment voyageurs est toujours présent.

## Autour de la gare
En 2006, l'écrivain Jean-Côme Noguès a consacré un ouvrage à la gare de Soupex, le village de son enfance, intitulé La Petite gare et illustré par Éric Battut. L'album retrace l'histoire romancée de la gare, du projet de construction jusqu'à l'époque contemporaine.